# Molly Meech
Molly Meech (n. 31 martie 1993, Tauranga⁠(d), Noua Zeelandă) este o sportivă ce a reprezentat Noua Zeelandă, medaliată olimpică. A participat la 2 ediții ale Jocurilor Olimpice (2016, 2020) în care a câștigat o medalie de argint.